# Nederlandse kampioenschappen schaatsen afstanden 2005
De Nederlandse kampioenschappen afstanden 2005 werden van 5 tot 7 november 2004 gehouden in Assen op de schaatsbaan De Smelt. Tijdens deze NK Afstanden (m/v) konden naast de nationale titels op de afstanden ook plaatsbewijzen veroverd worden voor de drie wereldbekerwedstrijden die op het kampioenschap volgden.

## 1e dag, 5 november 2004

### 500 meter mannen
| #      | Schaatser         | 1e 500m | 2e 500m | Totaal |
| ------ | ----------------- | ------- | ------- | ------ |
| Goud   | Gerard van Velde  | 36,19   | 36,66   | 72,850 |
| Zilver | Beorn Nijenhuis   | 36,62   | 36,30   | 72,920 |
| Brons  | Erben Wennemars   | 36,20   | 36,76   | 72,960 |
| 4      | Jan Bos           | 36,66   | 36,38   | 73,040 |
| 5      | Simon Kuipers     | 36,67   | 36,52   | 73,190 |
| 6      | Stefan Groothuis  | 36,78   | 36,99   | 73,770 |
| 7      | Yuri Solinger     | 36,87   | 36,91   | 73,780 |
| 8      | Jacques de Koning | 36,60   | 37,28   | 73,880 |
| 9      | Lars Elgersma     | 36,90   | 37,14   | 74,040 |
| 10     | Jan Smeekens      | 37,01   | 37,37   | 74,380 |

### 500 meter vrouwen
| #      | Schaatsster         | 1e 500m | 2e 500m | Totaal |
| ------ | ------------------- | ------- | ------- | ------ |
| Goud   | Marianne Timmer     | 39,89   | 39,41   | 79,300 |
| Zilver | Frouke Oonk         | 40,17   | 39,96   | 80,130 |
| Brons  | Annette Gerritsen   | 40,30   | 40,45   | 80,750 |
| 4      | Sanne van der Star  | 40,62   | 40,52   | 81,140 |
| 5      | Marieke Wijsman     | 40,82   | 41,87   | 81,690 |
| 6      | Willeke van Benthem | 40,89   | 40,93   | 81,820 |
| 7      | Renate Groenewold   | 41,11   | 41,04   | 82,150 |
| 8      | Margot Boer         | 41,34   | 40,95   | 82,290 |
| 9      | Jorien Kranenborg   | 41,65   | 41,61   | 83,260 |
| 10     | Marloes Gelderblom  | 41,72   | 41,64   | 83,360 |

### 5000 meter mannen
| #      | Schaatser           | Tijd    |
| ------ | ------------------- | ------- |
| Goud   | Bob de Jong         | 6.35,32 |
| Zilver | Carl Verheijen      | 6.37,56 |
| Brons  | Gianni Romme        | 6.38,82 |
| 4      | Sven Kramer         | 6.39,49 |
| 5      | Tom Prinsen         | 6.44,66 |
| 6      | Brigt Rykkje        | 6.44,79 |
| 7      | Sicco Janmaat       | 6.45,11 |
| 8      | Arjen van der Kieft | 6.46,21 |
| 9      | Miel Rozendaal      | 6.48,91 |
| 10     | Rintje Ritsma       | 6.49,02 |

## 2e dag, 6 november 2004

### 1000 meter vrouwen
| #      | Schaatstser          | Tijd    |
| ------ | -------------------- | ------- |
| Goud   | Marianne Timmer      | 1.20,10 |
| Zilver | Renate Groenewold    | 1.21,16 |
| Brons  | Annamarie Thomas     | 1.21,49 |
| 4      | Frouke Oonk          | 1.21,56 |
| 5      | Ireen Wüst           | 1.21,62 |
| 6      | Moniek Kleinsman     | 1.21,95 |
| 7      | Annette Gerritsen    | 1.22,04 |
| 8      | Paulien van Deutekom | 1.22,79 |
| 9      | Willeke van Benthem  | 1.22,83 |
| 9      | Marieke Wijsman      | 1.22,83 |

### 1000 meter mannen
| #      | Schaatser         | Tijd    |
| ------ | ----------------- | ------- |
| Goud   | Beorn Nijenhuis   | 1.11,31 |
| Zilver | Erben Wennemars   | 1.11,86 |
| Brons  | Simon Kuipers     | 1.12,12 |
| 4      | Mark Tuitert      | 1.12,31 |
| 5      | Jan Bos           | 1.12,46 |
| 6      | Gerard van Velde  | 1.12,53 |
| 7      | Stefan Groothuis  | 1.12,79 |
| 8      | Remco Olde Heuvel | 1.13,05 |
| 9      | Yuri Solinger     | 1.13,03 |
| 10     | Jacques de Koning | 1.13,79 |

### 3000 meter vrouwen
| #      | Schaatsster       | Tijd    |
| ------ | ----------------- | ------- |
| Goud   | Gretha Smit       | 4.15,56 |
| Zilver | Renate Groenewold | 4.15,82 |
| Brons  | Moniek Kleinsman  | 4.20,17 |
| 4      | Marja Vis         | 4.20,55 |
| 5      | Jenita Hulzebosch | 4.21,41 |
| 6      | Helen van Goozen  | 4.21,69 |
| 7      | Sandra 't Hart    | 4.22,58 |
| 8      | Frédérique Ankoné | 4.22,72 |
| 9      | Wieteke Cramer    | 4.23,57 |
| 10     | Jorien Voorhuis   | 4.26,40 |

## 3e dag, 7 november 2006

### 1500 meter vrouwen
| #      | Schaatsster       | Tijd    |
| ------ | ----------------- | ------- |
| Goud   | Renate Groenewold | 2.03,22 |
| Zilver | Marianne Timmer   | 2.04,10 |
| Brons  | Frédérique Ankoné | 2.04,30 |
| 4      | Ireen Wüst        | 2.04,54 |
| 5      | Barbara de Loor   | 2.04,69 |
| 6      | Wieteke Cramer    | 2.04,73 |
| 7      | Annamarie Thomas  | 2.05,86 |
| 8      | Marja Vis         | 2.05,06 |
| 9      | Sandra 't Hart    | 2.05,16 |
| 10     | Moniek Kleinsman  | 2.05,31 |

### 1500 meter mannen
| #      | Schaatser         | Tijd    |
| ------ | ----------------- | ------- |
| Goud   | Beorn Nijenhuis   | 1.49,09 |
| Zilver | Erben Wennemars   | 1.50,36 |
| Brons  | Simon Kuipers     | 1.50,59 |
| 4      | Carl Verheijen    | 1.50,90 |
| 5      | Stefan Groothuis  | 1.51,37 |
| 6      | Mark Tuitert      | 1.51,47 |
| 7      | Rhian Ket         | 1.51,57 |
| 7      | Tom Prinsen       | 1.51,57 |
| 9      | Remco Olde Heuvel | 1.51,60 |
| 10     | Jan Bos           | 1.52,07 |

### 5000 meter vrouwen
| #      | Schaatsster       | Tijd    |
| ------ | ----------------- | ------- |
| Goud   | Jenita Hulzebosch | 7.15,76 |
| Zilver | Gretha Smit       | 7.18,85 |
| Brons  | Moniek Kleinsman  | 7.26,15 |
| 4      | Marja Vis         | 7.32,18 |
| 5      | Carien Kleibeuker | 7.34,04 |
| 6      | Wieteke Cramer    | 7.34,17 |
| 7      | Sandra 't Hart    | 7.34,32 |
| 8      | Helen van Goozen  | 7.38,16 |
| 9      | Frédérique Ankoné | 7.40,31 |
| 10     | Jorien Voorhuis   | 7.40,99 |

### 10.000 meter mannen
| #      | Schaatser           | Tijd        |
| ------ | ------------------- | ----------- |
| Goud   | Bob de Jong         | 13.35,11 BR |
| Zilver | Gianni Romme        | 13.36,68    |
| Brons  | Brigt Rykkje        | 13.45,44    |
| 4      | Henk Angenent       | 13.47,68    |
| 5      | Miel Rozendaal      | 13.57,44    |
| 6      | Jochem Uytdehaage   | 14.05,34    |
| 7      | Arjen van der Kieft | 14.08,93    |
| 8      | Sicco Janmaat       | 14.16,15    |
| 9      | Mark Ooijevaar      | 14.23,44    |